# هضمونية محبة للجلايسين
هضمونية محبة للجلايسين (الاسم العلمي: Peptococcus glycinophilus) هي نوع من البكتيريا تتبع جنس الهضمونية من فصيلة الهضمونيات.